# Macquigny
Macquigny és un municipi francès situat al departament de l'Aisne i a la regió dels Alts de França. L'any 2007 tenia 395 habitants.

## Demografia

### Població
El 2007 la població de fet de Macquigny era de 395 persones. Hi havia 146 famílies de les quals 32 eren unipersonals (8 homes vivint sols i 24 dones vivint soles), 49 parelles sense fills, 57 parelles amb fills i 8 famílies monoparentals amb fills.
La població ha evolucionat segons el següent gràfic:
Habitants censats

### Habitatges
El 2007 hi havia 173 habitatges, 145 eren l'habitatge principal de la família, 14 eren segones residències i 14 estaven desocupats. Tots els 172 habitatges eren cases. Dels 145 habitatges principals, 112 estaven ocupats pels seus propietaris, 27 estaven llogats i ocupats pels llogaters i 6 estaven cedits a títol gratuït; 9 tenien dues cambres, 20 en tenien tres, 35 en tenien quatre i 81 en tenien cinc o més. 84 habitatges disposaven pel capbaix d'una plaça de pàrquing. A 69 habitatges hi havia un automòbil i a 62 n'hi havia dos o més.

### Piràmide de població
La piràmide de població per edats i sexe el 2009 era:
| Homes | Edats   | Dones |
| ----- | ------- | ----- |
| 0     | 95 o +  | 0     |
| 4     | 90 a 94 | 8     |
| 0     | 85 a 89 | 0     |
| 4     | 80 a 84 | 4     |
| 0     | 75 a 79 | 8     |
| 8     | 70 a 74 | 8     |
| 4     | 65 a 69 | 8     |
| 8     | 60 a 64 | 8     |
| 4     | 55 a 59 | 4     |
| 16    | 50 a 54 | 16    |
| 12    | 45 a 49 | 12    |
| 24    | 40 a 44 | 0     |
| 24    | 35 a 39 | 16    |
| 12    | 30 a 34 | 12    |
| 4     | 25 a 29 | 8     |
| 8     | 20 a 24 | 12    |
| 4     | 15 a 19 | 28    |
| 16    | 10 a 14 | 12    |
| 16    | 5 a 9   | 4     |
| 12    | 0 a 4   | 16    |

## Economia
El 2007 la població en edat de treballar era de 251 persones, 171 eren actives i 80 eren inactives. De les 171 persones actives 144 estaven ocupades (90 homes i 54 dones) i 26 estaven aturades (12 homes i 14 dones). De les 80 persones inactives 20 estaven jubilades, 23 estaven estudiant i 37 estaven classificades com a «altres inactius».

### Ingressos
El 2009 a Macquigny hi havia 144 unitats fiscals que integraven 392 persones, la mediana anual d'ingressos fiscals per persona era de 15.598 €.

### Activitats econòmiques
Dels 10 establiments que hi havia el 2007, 1 era d'una empresa alimentària, 1 d'una empresa de construcció, 1 d'una empresa de comerç i reparació d'automòbils, 2 d'empreses de transport, 2 d'empreses d'hostatgeria i restauració, 1 d'una empresa financera, 1 d'una empresa immobiliària i 1 d'una empresa de serveis.
Dels 4 establiments de servei als particulars que hi havia el 2009, 1 era una lampisteria, 2 restaurants i 1 agència immobiliària.
L'únic establiment comercial que hi havia el 2009 era una fleca.
L'any 2000 a Macquigny hi havia 17 explotacions agrícoles.

## Equipaments sanitaris i escolars
El 2009 hi havia una escola elemental integrada dins d'un grup escolar amb les comunes properes formant una escola dispersa.

## Poblacions més properes
El següent diagrama mostra les poblacions més properes.